# Калчиная
Калчиная (на италиански: Calcinaia) е град и община в Италия, регион Тоскана, провинция Пиза. Разположен е около река Арно. Населението е около 11 000 души (2008).